# 稲蜂間仲村女
稲蜂間 仲村女（いなはちま の なかむらめ、生没年不詳）は、奈良時代の女官。姓は当初は首、のち連・宿禰。氏は因八万・因八麻・因幡、名は仲村売・中村とも表記される。位階は正五位上・勳四等。

## 出自
延久4年（1072年）9月5日太政官牒・保元3年（1158年）12月3日官宣旨に稲八間荘（稲間荘）があり、「額田村参条稲㭭間里」などの条里が見えるため、稲蜂間連は、山背国相楽郡の当該地（現在の京都府相楽郡精華町大字北稲八間・南稲八間）にちなんだ氏族と思われる。

## 経歴
聖武朝の天平19年（747年）11月19日「間写経目録」に「因幡中村」として名が見えている。
孝謙朝の天平勝宝6年（754年）9月8日内侍として写経を宣している。
淳仁朝の天平宝字5年（761年）正月、従七位上から外従五位下に叙爵される。3月、一族の醜麻呂ら7人とともに連姓を授けられる。天平宝字6年（762年）3月25日付「石山院牒」には「因八麻命婦」とあり、孝謙上皇のために鋳工を召し出している。同年12月14日に欧陽詢真跡屏風を借りだしている。
天平宝字7年（763年）正月に従五位下、10月には従五位上を授けられ、天平宝字8年（764年）9月、藤原仲麻呂の乱における功績により、一族の醜麻呂とともに宿禰に改賜姓され、正五位上に昇叙されている。
称徳朝の天平神護元年（765年）正月、竹乙女・吉備由利らとともに勳四等を授けられている。

## 官歴
注記のないものは『続日本紀』による
- 天平勝宝6年（754年）9月8日：内侍（『大日本古文書』より）
- 時期不詳：従七位上
- 天平宝字5年（761年）正月2日：外従五位下。3月21日：連に改賜姓
- 天平宝字7年（763年）正月9日：従五位下。10月4日：従五位上
- 天平宝字8年（764年）9月：宿禰に改賜姓、正五位上
- 天平神護元年（765年）正月7日：勳四等